# Визе, Владимир Юльевич
Влади́мир Ю́льевич Ви́зе (нем. Waldemar Kurt Blass-Wiese; 1886—1954) — полярный исследователь, океанолог, член-корреспондент АН СССР (1933).

## Биография
Родился 21 февраля (5 марта) 1886 года в Царском Селе в семье Юлия Ивановича Визе (Julius Friedrich Franz Wiese) и Лидии Каролины Амалии Гертруды (Lydia Karoline Amalie Gertrud Blass), урождённой Бласс. После смерти матери (1893) отец женился на Цецилии Фёдоровне Ватерштраат (Caecilie Maria Anne Waterstraat). В 1891—1900 годах Юлий Визе состоял по ведомству Министерства народного просвещения, был преподавателем географии; затем был избран почётным членом Двинского крепостного попечительства детских приютов и принимал участие в работе Комитета помощи поморам Русского Севера; в дальнейшем занялся страховым делом и перед 1917 годом был одним из директоров и совладельцев страхового общества «Помощь».
Владимир в 1904 году окончил Царскосельскую гимназию и поступил на естественное отделение физико-математического факультета Санкт-Петербургского университета. В 1905 году он выехал в Германию, где учился на химическом факультете Гёттингенского университета и в университете Галле. В 1910 году вернулся в Россию. Летом 1910 года Визе принял участие в экспедиции по Кольскому полуострову, которая занималась сбором материалов по геологии и этнографии в Ловозёрской тундре и в районе Хибинского хребта. Внимание молодого учёного привлекли не только минералы, в частности, апатиты, но фольклор и обряды местного населения. Осенью он восстановился в Петербургском университете. В 1910—1912 годах совместно со своим соучеником по гимназии Михаилом Павловым (1884—1938) провёл полевые исследования в тундре, открыл ряд озёр и описал быт местного населения. После экспедиции В. Ю. Визе опубликовал свои первые научные работы «Лопарская музыка» и «Лопарские сейды».

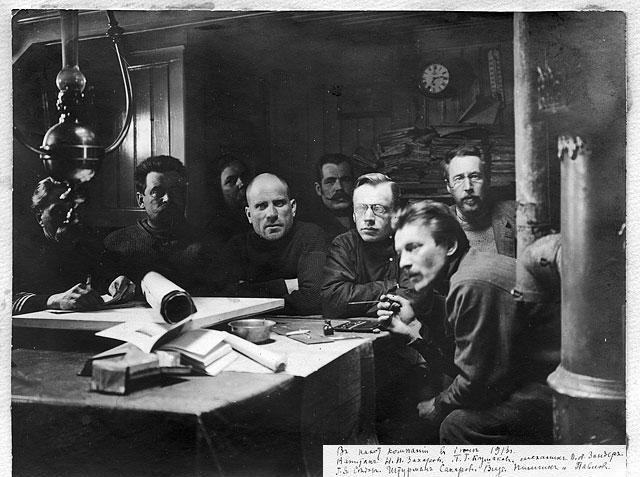
Экспедиция Г. Я. Седова. В кают-компании «Св. Фоки».
Справа-налево: Н. В. Пинегин, М. А. Павлов, В. Ю. Визе, Н. М. Сахаров, Г. Я. Седов, М. А. Зандер, П. Г. Кушаков

В 1912 году В. Ю. Визе был зачислен на должность географа и руководителя метеорологических наблюдений в экспедиции Георгия Седова к Северному полюсу; на должность геолога экспедиции был принят его товарищ М. Павлов. Во время экспедиции весной 1913 года Визе возглавил небольшую санную экспедицию, которая впервые пересекла Новую Землю по леднику, вышла к Карскому морю и благополучно вернулась на судно. Отправляясь 15 февраля 1914 года в сопровождении матросов Г. В. Линника и Л. М. Пустошного на полюс, научное руководство экспедицией на судне Седов передал Визе.
Во время Первой мировой войны В. Ю. Визе служил в Морском генеральном штабе и участвовал в организации военных перевозок с берегов Мурмана к северным станциям Финляндской железной дороги.
В 1918 году он перешёл в Главную геофизическую обсерваторию, где работал сначала в качестве адъюнкта, а затем старшего физика, занимаясь вопросами геофизики и океанографии.
В 1921 году, поступив в Гидрографическое управление Военно-Морского Флота, он отправился на судне «Таймыр» в Карское море, где занимался океанологическими работами и принимал участие в строительстве первой советской гидрометеорологической обсерватории в проливе Маточкин Шар.
В 1922 году В. Ю. Визе сначала работал метеорологом в Центральном управлении морского транспорта, а затем перешёл в Государственный гидрологический институт. С 1928 года он стал сотрудником Института по изучению Севера и сразу же был назначен начальником экспедиции на ледоколе «Малыгин», направленном на спасение итальянской экспедиции на дирижабле «Италия».
В 1929 году Визе стал научным руководителем экспедиции, вышедшей из Архангельска на ледокольном пароходе «Георгий Седов». Ему предстояло исследовать северную часть Карского моря, куда ещё ни разу не заходили корабли, и доставить первую партию зимовщиков на Землю Франца-Иосифа. Возглавлял экспедицию Отто Шмидт, известный не только полярными исследованиями, но и работами по математике и астрономии. Ещё до начала экспедиции Визе предположил, что в Карском море между 78° и 80° с. ш. должна лежать неведомая земля. Он пришёл к этой мысли, изучая судовой журнал «Святой Анны», спасённый штурманом Альбановым. Там ежедневно отмечалось местоположение судна, попавшего в ледяной плен, и направления ветров. Нанеся на карту маршрут всего дрейфа, Визе отметил, что в определённом месте льды двигались так, словно им мешало какое-то препятствие. Очевидно, неизвестная земля. Её поиски стали одной из целей экспедиции на «Георгии Седове». Экспедиция 1930 года началась с исследования Земли Франца-Иосифа, а затем, заглянув на Новую Землю, пароход двинулся на северо-восток, к месту, предсказанному Визе. На пути, составлявшем более 300 км, пришлось преодолевать сплошные льды, но на широте 79° стали появляться обширные разводья. Наконец, 13 августа 1930 г. Визе первым ступил на берег предсказанного им острова, оказавшегося пустынной землей, поросшей лишайниками, на котором птиц почти не было. Экспедиция нашла неизвестный прежде остров площадью около 300 км². Теперь этот остров носит имя Визе.

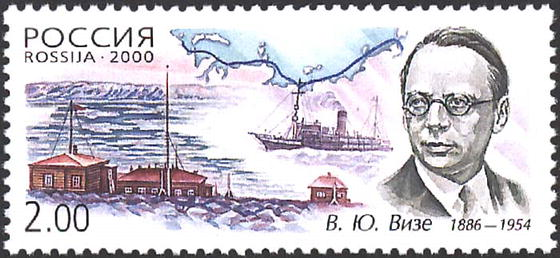
Почтовая марка. 2000 г.

Осенью 1930 года В. Ю. Визе стал заместителем директора Всесоюзного арктического института (бывший Институт по изучению Севера). Под его руководством в 1930-х годах в институте развернулись работы по строительству целой сети полярных станций. В 1932 и 1934 годах Визе совершил плавание по трассе Северного морского пути на кораблях «Сибиряков» и «Литке».
1 февраля 1933 года В. Ю. Визе был избран членом-корреспондентом Академии наук СССР по отделению математических и естественных наук (океанография и метеорология), а в 1935 году утверждён в учёной степени доктора географических наук. В 1935 году он также стал членом Международного метеорологического комитета, почётным членом Норвежского географического общества, членом Географического общества США и Американского полярного общества.
Визе принял самое активное участие в подготовке экспедиции Ивана Папанина «Северный полюс-1». По состоянию здоровья он не был включен в эту экспедицию, но в 1937 году смог возглавить научное руководство высокоширотной экспедицией на ледокольном пароходе «Садко» в море Лаптевых и вокруг Новосибирских островов. Это была последняя экспедиция в Арктику, в которой Визе участвовал лично.

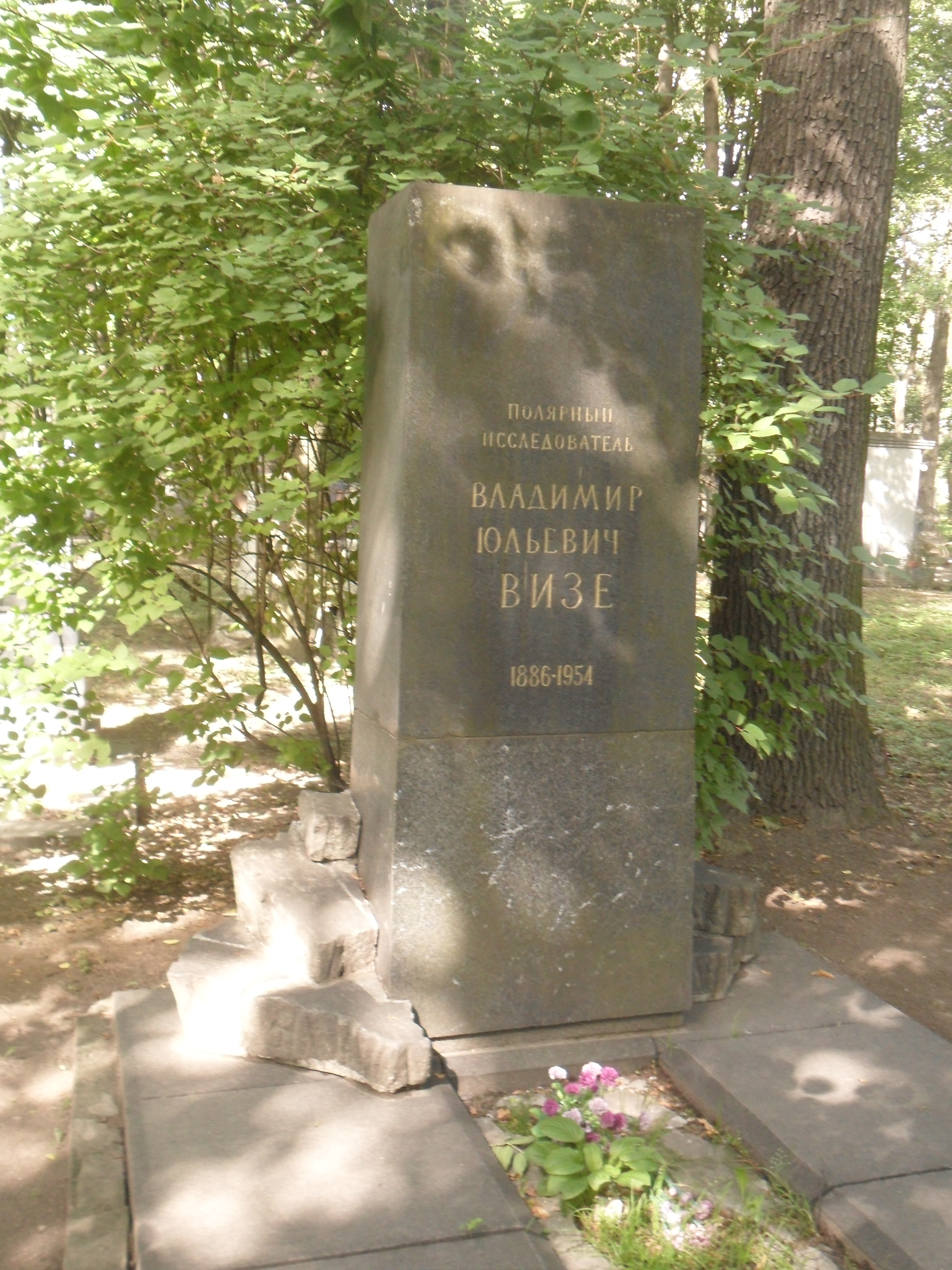
Могила Визе на Литераторских мостках в Санкт-Петербурге.

В Великую Отечественную войну он находился в Красноярске, куда был эвакуирован Арктический научно-исследовательский институт. Там он руководил составлением долгосрочных ледовых прогнозов и подготовил к печати монографию «Основы долгосрочных ледовых прогнозов для арктических морей» (1944), за которую ему была присуждена Государственная премия (1946). В 1945 году В. Ю. Визе был приглашен в качестве профессора кафедры океанологии в Ленинградский государственный университет.
Теоретически, на основе выписки из бортового журнала шхуны «Святая Анна», спасённой В. И. Альбановым, В. Ю. Визе предсказал существование острова Визе и впоследствии участвовал в открывшей его экспедиции.
Лауреат Сталинской премии (1946). Награждён двумя орденами Ленина, орденом Трудового Красного Знамени и медалями. Именем Визе названы многие географические объекты: Остров Визе в Карском море, ледник, мыс и бухта на острове Новая Земля, а также научно-исследовательское судно «Профессор Визе» (1967). В 1950 году президент Географического общества СССР Л. С. Берг, выдвигая кандидатуру профессора В. Ю. Визе на присуждение Большой золотой медали географического общества, сказал, что в Советском Союзе нет и не было учёного, который бы внёс столь значительный вклад в изучение Арктики, как это сделал на протяжении своей жизни В. Ю. Визе.
Скончался 19 февраля 1954 года в Ленинграде. Похоронен на Литераторских мостках на Волковском кладбище.

## Память
В честь В. Ю. Визе были названы:
- бухта Визе (Карское море, Новая Земля, залив Благополучия, бухта открыта и  нанесена на карту в 1921 году Северной гидрографической экспедицией, тогда же присвоено название по фамилии участника экспедиции);
- бухта Визе (Карское море, Новая Земля, залив Русанова, бухта открыта и названа в 1925 г.);
- ледник Визе (Баренцево море, Новая Земля, ледник нанесён на карту в 1913 г. экспедицией Г. Я. Седова, тогда же присвоено название по фамилии участника экспедиции);
- ледник Визе (Баренцево море, Земля Франца-Иосифа, остров Грили);
- мыс Визе (Баренцево море, Новая Земля, мыс нанесён на карту в 1913 г. экспедицией Г. Я. Седова, тогда же присвоено название);
- мыс Визе (Карское море,  Северная Земля, остров Большевик, мыс нанесён на карту в 1913 году Гидрографической экспедицией Северного Ледовитого океана на ледокольных теплоходах «Таймыр» и «Вайгач», название присвоено в 1928 году);
- мыс Визе в Антарктиде (ледник Шеклтона, 65°02′ ю.ш., 95°45′ в.д., мыс открыт и нанесён на карту в 1956 г. Советской Антарктической экспедицией, название присвоено не позже 1959 г.);
- мыс Визе (Баренцево море, Земля Франца-Иосифа, остров Брэйди, название присвоено советскими исследователями в 1953—1955 гг.);
- остров Визе (Карское море, к западу от Северной Земли, остров открыт в 1930 г. экспедицией на ледокольном пароходе «Г. Седов», тогда же назван по фамилии В. Ю. Визе, предсказавшего существование в этом районе острова ещё в 1924 году на основании изучения материалов дрейфа судна экспедиции Г. Л. Брусилова «Св. Анна»);
- острова Визе в Антарктиде (у западного побережья Антарктического полуострова, 65°40′ ю.ш., 65°37′ з.д., название присвоено иностранными исследователями).

## Труды
- История исследования Советской Арктики. Карское и Баренцево море. — Архангельск: Севкрайгиз, 1935
- Моря Советской Арктики. — 3 изд. — М.; Л., 1948;
- Основы долгосрочных ледовых прогнозов для арктических морей. — М., 1944;
- На «Сибирякове» и «Литке» через ледовитые моря. Два исторических плавания 1932 и 1934 гг. — М.; Л., 1946.